# Kit-Kat Club
Kit-Cat Club (také Kit Kat Club) byl londýnský klub z počátku 18. století, který sdružoval mnoho politicky a umělecky aktivních členů whigů. Scházeli se v hostinci Trumpet v Londýně a ve Water Oakley na venkově v hrabství Berkshire.

## Cíle a členové
Politicky klub prosazoval posílení parlamentu, omezení absolutní monarchie, odpor britské koruny vůči Francii a jejímu politickému systému a protestantské nástupnictví na britském trůně. Navenek klub zdůrazňoval spíše svou roli místa společenského setkávání. Klub navštěvovali například William Congreve, Joseph Addison, malíř Godfrey Kneller, John Vanbrugh a politici jako Marlborough, Charles Seymour, Thomas Pelham-Holles a dočasný premiér Robert Walpole.

## Historie
První schůzky se konaly v hostinci v Shire Lane (souběžném s Bell Yard a dnes zastřešeném Royal Courts of Justice (Královský soudní dvůr)), který vedl hostinský Christopher Catt. Ten dal jméno skopovému koláči známému jako "Kit Cats", od něhož je odvozen název klubu.
Později se klub přestěhoval do hostince Fountain Tavern na The Strand (dnes na místě Simpson's-in-the-Strand) a později do místnosti speciálně vybudované pro tento účel v Barn Elms, domě tajemníka Jacoba Tonsona. V létě se klub scházel v Upper Flask na Hampstead Heath.
Vanbrughův životopisec Kerry Downes spekuluje, že Kit-Cat Club vznikl ještě před Slavnou revolucí, kdy Jakuba II. na anglickém trůně vystřídal Vilém III. Downes cituje whigovského historika Johna Oldmixona, který se znal s mnoha účastníky svržení, a uvádí, že mnozí z pozdějších členů klubu se před rokem 1689 často scházeli v baru, aby si vyměňovali názory.
Spisovatel Horace Walpole, syn člena klubu Kit Cat Roberta Walpola, tvrdil, že vážení starší členové klubu, obecně označovaní za lvy salónů, byli ve skutečnosti vlastenci, kteří zachránili Británii, což naznačuje, že členové klubu byli skutečnou hybnou silou slavné revoluce. Politická spiknutí tohoto druhu jsou obvykle špatně zdokumentována, takže opět pravděpodobně zůstanou spekulací.
Člen klubu Godfrey Kneller vytvořil během více než 20 let celkem 48 portrétů členů klubu. Tyto obrazy nyní tvoří nejúplnější seznam členů tohoto klubu. Všechny obrazy mají rozměry 36 × 28 palců (tedy asi 90 × 70 cm) a jsou nyní uloženy v Národní portrétní galerii v Londýně.